# Mehmed Džemaluddin Čaušević
Mesnevihân Mehmed Džemaluddin ef. Čaušević (arabica: مهحمهد جهمالۆداىن هف. چاۆشهواىݘ) (ponekad: Dedin prijatelj (دهداىن پراىياتهڵ), Džemaludin (جهمالۆداىن), M. Dž. (م. ج.); Arapuša pokraj Bosanske Krupe, 28. prosinca 1870. – Sarajevo, 28. ožujka 1938.), bošnjački je teolog, mislilac, prosvjetitelj, reformator, novinar, prevoditelj, nakladnik i jezikoslovac, četvrti po redu reis-ul-ulema u razdoblju Kraljevine Jugoslavije. Bio je jedna od najznačajnijih i najutjecajnijih bošnjačkih osobnosti 20. stoljeća.

## Životopis
Mehmed Džemaluddin Čaušević rođen je 28. prosinca 1870. godine u mjestu Arapuša, nedaleko od Bosanske Krupe. Ubrzo nakon poroda umrla mu je majka, pa je brigu o Čauševiću vodio njegov otac, koji je bio napredni seljak, veoma ugledni islamski učenjak i poznat pod imenom Ali-hodža. U rodnoj je Arapuši stekao osnovno obrazovanje, gdje mu je otac bio prvi učitelj. Nakon što je stekao osnovno obrazovanje, Čaušević upisuje Bihaćku medresu, gdje nastavlja naobrazbu kod tadašnjeg bihaćkog muftije Ahmeda Sabita ef. Ribića. 
Medresu je završio u Bihaću, a Pravni fakultet (Mektebi Hukuk) 1887. godine u Istanbulu. Negdje oko 1900. godine Čaušević je posjetio i čuveno Sveučilište Al-Azhar, gdje se i susreo s Muhamedom Abduhuom. Nekoliko je mjeseci slušao Abduhuova predavanja, koja će na njega ostaviti trajni pečat. Objavljivati tekstove u novinama počeo je već za vrijeme školovanja i studija u Istanbulu, gdje se kao student prava postepeno uključivao u vjerski i društveni život. Kao student držao je govore preko mjeseca ramazana u poznatoj Selimovoj džamiji u Edirneu. Njegova su predavanja bila obnoviteljski intonirana i u svojim nastupima bio je reformatorski usmjeren. Odlazio je i u druge dijelove Osmanskog Carstva: Sjevernu Makedoniju i Anadoliju i tamo proučavao društveni život muslimana, držao brojna predavanja, te poticao na samosvijest i preporod. Nakon što je diplomirao, vraća se u Bosnu i od 1903. do 1905. godine je profesor arapskog jezika na Velikoj sarajevskoj gimnaziji, kad je izabran za člana Ulema-medžlis. Dvije godine, od 1907. do 1909. bio je profesor na Šerijatskoj sudačkoj školi, što na osobni zahtjev prekida. Razlog tomu je, što je za ravnatelja Šerijatske sudačke škole imenovan Osman Nuri Hadžić, koji je smatran nepodesnim, jer nije iz staleža uleme, a Čaušević je to smatrao uvredom za ulemu. Dvije godine bio je bez posla i već je bio pomišljao da ide ponovo u Istanbul.

### Organizacija ilmijje
Na poticaj Čauševića muallimi prvi osnivaju svoje udrugu: Udruga imama i muallima Bosne i Hercegovine, 1909. godine. Cilj je udruge bio boriti se, između ostalog, i za bolji materijalni položaj muallima, reformu mektepske nastave i uvođenje udžbenika na maternjem jeziku. Sve su te ideje obrađivane i propagirane u društvenom glasilu Muallim, koji je izlazio pune tri godine. Kad je 1912. osnovano novo društvo Organizacija ilmijje Bosne i Hercegovine, Udruženje imama i muallima zaključuje da se potpuno uklopi u novoosnovanu Organizaciju i da prestane izdavati svoj list, jer Organizacija ilmijje pokreće svoje glasilo Misbah. I jedan i drugi list su štampani arabicom. Kad su se ove dvije organizacije ujedinile u jednu 1912. godine, prvi predsjednik novonastale Organizacije ilmijje postao je Mehmed Džemaluddin ef. Čaušević, koji je najviše radio na tome da se cjelokupna ilmijja (svećenstvo) okupi u jednu udrugu, kako bi lakše i bolje mogla braniti svoja prava i podizati ugled ilmijje kao staleža. Kad je Jeni misbah zamijenio Misbah, već je mogao pored arabice biti štampan i latinicom i ćirilicom, jer je tim pismima arabica uveliko utrla put.
Godine 1913. na nagovaranje Izborne kurije, a uz opiranje Austro-Ugarske Mehmed Džemaluddin Čaušević biva izabran za četvrtog po redu reis-ul-ulemu.

### Izbor za reis-ul-ulemu
Izbor Čauševića za reis-ul-ulemu nije išao lako, a tome svjedoči i tekst Fehim ef. Spaho koji je objavljen 15. travnja 1938. u Novom Beharu: "Saborska većina nađe i svog kandidata u osobi Džafer Ilhami-bega Kulenovića iz Carigrada, a rodom Bošnjaka. U izbornoj kuriji bijaše i priličan broj državnih činovnika, osobito šerijatskih sudija. Na ove su naročito činili pritisak njihovi pretpostavljeni da glasaju za Kulenovića. Agitacija i pritisak na članove izborne kurije činio se sa svih strana i na sve moguće načine. Kada su pred drugi izbor članovi počeli da dolaze u Sarajevo, svratim ujutro prije uredskih časova u hotel "Gazi" da posjetim neke članove, svoje školske drugove. Tu me uhvati i jedan vladin član, za kojega sam znao da nije sklon rahmetli Džemaludinu. Odmah okrenu razgovor na izbor i upita me za mišljenje. Kako smo bili sami, ja mu otvoreno rekoh da znam da je vladin kandidat Kulenović, ali da mi moramo svi biti za Čauševića, jer ga znamo i jer od njega možemo nešto očekivati, dok Kulenović uopće ne zna naših prilika, pa će biti samo lutka u tuđim rukama. Odatle sam otišao u kancelariju, ali još prije podne bih pozvan na odgovornost, jer da agitiram za Čauševića, i bi mi preporučeno da za vrijeme zasjedanja izborne kurije uzmem dopust, koji ću provesti izvan Sarajeva. Tako ja i nehotice odoh na kraći odmor u Kiseljak. Ali usprkos svim nastojanjima i vlade i saborske većine dobi rahmetli Džemaludin još veće povjerenje nego na prvom izboru", napisao je Spaho.
Nakon ove potvrde Vladi nije ostavljen izbor nego da potvrdi Čauševića za reis-ul-ulemu, što je ona i učinila. Čaušević je zatražio da ga u Beč prate Ali Riza ef. Prohić, vrhovni šerijatski sudija i svjedok kod Čauševićeve zakletve, te Fehim ef. Spaho kao tumač. Menšuru je dobio i iz Istanbula i iz Beča, što je svojevrstan kuriozitet.

### Reis-ul-ulema
Ubrzo nakon imenovanja za reis-ul-ulemu započinje Prvi svjetski rat. Nakon atentata Gavrila Principa dolazi do napada na srpsko stanovništvo na koje je reagirao Čaušević. Dana 4. srpnja 1914. godine, nakon atentata, progona i interniranja srpskog stanovništva upućuje proglas. „Svakom bratu muslimanu da se kani zadirkivanja i izazivanja, a naročito da se prođe Bogu mrskog djela uništavanja imovine“. U proglasu muslimanima, koji je objavljen 24. srpnja 1914. godine, između ostalog poručio je: „Mi živimo s drugim nemuslimanskim građanima u našoj domovini, s kojima smo se izrodili i s kojima ćemo živjeti i umrijeti. Zato ne treba nikada smetnuti s uma da bi svaki naš hrđav postupak prema njima mogao donijeti sa sobom vrlo ružne posljedice“.
U toku Prvog svjetskog rata zalagao se za vojnike Bošnjake, koji su često bili izloženi raznim provokacijama i nepravdama. Sarajevska sirotinja je u njemu imala velikog zaštitnika i zagovarača u toku ratnih zbivanja. Naročito je mnogo učinio u pogledu zapošljavanja Bošnjakinja u Sarajevu, čiji su muževi bili rasuti po frontovima od Italiji preko Karpata do Urala u Rusiji.
Na položaju reis-ul-uleme ostao je sve do 1930. godine, i za to vrijeme je bio nesporni duhovni vođa bosanskohercegovačkih muslimana, pokretač i sudionik njihovih brojnih akcija. Po dolasku na poziciju reis-ul-uleme započeo je s reformom školstva. Od 1905. godine Čaušević je po Bosni obilazio škole želeći istražiti i ustanoviti pravo stanje u njima. Uvidio je zaostalost Bošnjaka, koja je bila primjetna na svakom koraku u vjerskom, društveno-političkom i ekonomskom životu. Za zaostalost je krivio konzervativne krugove, koji su distancirali stanovništvo od modernih škola, od europskih običaja, tj. stanovništvo je bilo prepušteno samo sebi. Objelodanjujući svoje stavove i mišljenja o pitanju školstva Čaušević je bio žestoko napadan od konzervativne islamske uleme. Tradicionalna ulema je smatrala da se modernizacijom ruši islamska vjera, njena stroga pravila i postulati. Također, bojali su se izučavanja “nevjerničkih” znanosti, smatrajući to veoma opasnim i pogubnim za jednog muslimana. Čaušević je inzistirao na obrazovanju, pa je tražio da što veći broj mladih ljudi završava škole. Vješto koristeći mogućnost javnog govora većoj masi ljudi na molitvi petkom, Čaušević pokušava da probudi bošnjačke mase iz svekolike letargije. Uvidjevši značaj tadašnjih medija on objavljuje svoje tekstove u novinama pozivajući na reforme cjelokupnog društva. Kao teolog i kulturni radnik pripadao je reformatorskom dijelu bošnjačke inteligencije i sav životni vijek je proveo u iznalaženju odgovarajućih načina bošnjačkog duhovnog i političkog življenja. Stupanjem na snagu novog ustava Islamske zajednice 1930. godine, kojim se dokida samostalnost te institucije, reis-ul-ulema Čaušević je u travnju 1930. godine podnio ostavku na mjesto reis-ul-uleme, a ubrzo zatim je smijenjen s dužnosti reis-ul-uleme i umirovljen ukazom kralja nakon dva mandata reis-ul-uleme i 17 godina vođenja Islamske zajednice u Bosni i Hercegovini.

### Čuvar dva sveta hrama
Visoka čast iskazana je Mehmedu Džemaluddinu Čauševiću, kada mu je 4. svibnja 1915. godine beratom sultana Mehmeda Rešada V. dodijeljen počasni naslov čuvara časnih harema u Meki i Medini. Tada je uz berat o visokom odlikovanju Mehmed Džemaluddin Čaušević primio i svečani ogrtač zlatovezom. Ovo visoki priznanje u dva stoljeća dobila su dvojica Bošnjaka. Krajem 19. stoljeća dobio ga je šejh-ul-islam Mehmed Refik Hadžiabdić iz Rogatice, a početkom 20. stoljeća − na inicijativu šejh-ul-islama i prijedlog velikog vezira − sultan Mehmed Rešad V. dodijelio je počasni naslov čuvara dva sveta hrama Mehmedu Džemaluddinu Čauševiću iz Bosanske Krupe.

### Mesnevihân
Za vrijeme boravka u Istanbulu Mehmed Džemaluddin Čaušević upoznao se s mevlevijskim šejhom, učenjakom i autorom jednog od najpoznatijih suvremenih turskih komentara Mesnevije, Muhammedom Esadom Dedeom. Nije poznato od kad datira Čauševićeva veza s derviškim redovima, ali je sigurno da je u vrijeme boravka u Istanbulu, od 1887. do 1902. godine, pred Esadom Dedeom učio o mevlevijskom derviškom redu, te studirao Mesneviju i perzijski jezik. 
Povremenim dolascima u Sarajevo za vrijeme studijskih raspusta u mjesecu ramazanu, od 1900. do 1902. godine, Čaušević je prenio svoju dervišku praksu iz Istanbula, ovaj put stanujući ne u unajmljenom stanu već u Gazi Husrev-begovom hanikahu. Svake ramazanske noći nakon teravih-namaza njegova derviška soba bila je prepuna ljudi zainteresiranih za već spomenuta predavanja sastavljenja kombiniranjem autentičnog derviškog nauka i angažirane suvremene teologije. Usporedo s društvenim i aktivnostima u Islamskoj zajednici, Čaušević je nastavio održavati i sarajevsku mevlevijsku tradiciju, držeći predavanja iz Rumijeve Mesnevije. Ne zna se točno kada je počeo s ovom praksom kao mesnevihân, ali se pouzdano zna da je to bilo već od samih početaka angažmana u Ulema-medžlisu, a predavanja Mesnevije je držao u Isa-begovoj tekiji sve do zabrane njena rada, te potom nastavio u kući Mujage Merhemića. Poslije njega, u Sarajevu, Mesneviju su samo tumačili Mujaga ef. Merhemić (od 1942. do 1959.), šejh Fejzulah ef. Hadžibajrić (od 1965. do 1988.), hfz. Halid ef. Hadžimulić (od 1988. do 2011.) i hfz. Mehmed ef. Karahodžić (od 2011.). Mehmed Džemaluddin Čaušević je Mesneviju tumačio od 1911. do 1928. godine.

## Reformatorski rad
Kada je u trenutku završetka Prvog svjetskog rata Anton Korošec obilazio južnoslavenske zemlje, pa tom prilikom posjetio i Bosnu i Hercegovinu, između svih političara sastao se i s reis-ul-ulemom Mehmedom Džemaluddinom ef. Čauševićem. Tom prilikom pitao ga je šta on misli o budućnosti Bosne i Hercegovine, hoće li ona nastaviti biti u sastavu Austro-Ugarske ili će biti u sastavu nove južnoslavenske države. Čaušević mu je tom prilikom rekao da mu je dosta tuđinske vlasti i tom prilikom pledirao da bude u sastavu tadašnje Kraljevine Srba, Hrvata i Slovenaca. Kasnije će se stvari izmijeniti i na neki način će se i pokajati zbog toga.
Od jeseni 1918. godine, Bošnjaci su bili izloženi različitim vidovima progona, pa su se radi osobne, imovinske zaštite i sigurnosti, najčešće obraćali reis-ul-ulemi Čauševiću, od kojeg su tražili da ih svojim autoritetom i angažmanom kod vlasti zaštiti. U intervjuu koji je Čaušević dao 1919. pariškom novinaru Charlesu Rivetu za list Le Temps, javno je rekao da Bošnjaci proslavljaju rođendan versajske Jugoslavije u krvi, ognju i plamenu. Izjavio je da su od nastanka Jugoslavije do proljeća 1919. ubijene tisuće muslimana, spaljeno 76 žena i razoreno i opljačkano 270 sela, te je tom prilikom očajnički zatražio pomoć i zaštitu Francuske.

### Reforma arabice
| arabica | latinica | arabica | latinica | arabica | latinica |
| ------- | -------- | ------- | -------- | ------- | -------- |
| آ       | a        | غ       | g        | ۉ       | o        |
| ب       | b        | ح       | h        | پ       | p        |
| ڄ       | c        | اى      | i        | ر       | r        |
| چ       | č        | ي       | j        | س       | s        |
|         | ć        | ق       | k        | ش       | š        |
| د       | d        | ل       | l        | ت       | t        |
| ج       | dž       | ڵ       | lj       | ۆ       | u        |
|         | đ        | م       | m        | و       | v        |
| ه       | e        | ن       | n        | ز       | z        |
| ف       | f        |         | nj       | ژ       | ž        |

Čaušević je radio na opismenjavanju običnog naroda, kako bi poboljšao ukupan položaja samih Bošnjaka. Prvi konkretan korak koji poduzima Čaušević u cilju poboljšanja života Bošnjaka jeste reforma pisma. Znao je da mora reformirati pismo, ali isto tako je dobro znao da Bošnjaci u većini ne žele da se odreknu arapskog pisma za koje su ih vezivali sveti razlozi njihove vjere. Čaušević reformira arabicu (اراﺐاىڄا) za potrebe pisanja hrvatskim jezikom unoseći u nju palatale đ, nj, lj i ć, te vokale o, i, e. Tako preuređena arabica nazivana je arabica (اراﺐاىڄا), reformirana arabica (رهفۉرماىرانا اراﺐاىڄا) ili mektebica (مهقتهﺐاىڄا). Na njegov nagovor Islamska dionička štamparija nabavlja slova Čauševićeve arabice, koja je izlio njegov prijatelj još iz Istanbula Agof ef. Zeronian, tiskar iz Plovdiva. Tako je otklonjena još jedna zapreka na putu arabice. Ove svoje ideje je Čaušević propagirao i kao urednik sedmog godišta Behara, obrazlažući potrebu uvođenja vjerske obuke na hrvatskom jeziku. Krčeći put novom pismu Mehmed Džemaluddin Čaušević izdaje za hidžetsku godinu 1325. (1907/8) prvo godište kalendara Mekteb, u kome pored ostalog tiska svoj Ilmihal (Osnovi islamske vjere) i Sufaru (Početnicu arapskog pisma). Na taj način je pokazao kako se uče osnovi svoje vjere i kako treba učiti arabicu. 
Godine 1908. Čaušević počinje izdavati arabicom i list Tarik. Pored njega u listu surađuju i drugi eminentni novinari. U listu se najviše raspravlja o reformi nastave u mektebima, praktičnosti arabice i potrebi za vjeronaučnim knjigama na maternjem jeziku. Tarik je dobro primljen kod naroda, posebno omladine. Pored Tarika, Čaušević počinje izdavati i vjerske knjige tiskane arabicom. Prevodi s turskog jezika poznato djelo Muhameda Bergivije Risāle-i Bergivi, u kome Bergivi upućuje svoga sina u osnove temelje islamske vjere. Pored Bergivije, Čaušević izdaje i Mevlud od hfz. Saliha ef. Gaševića. Oba djela su doživjela više izdanja. I drugi pišu ili prevode vjerske knjige i tiskaju ih arabicom. Sve te knjige izlaze uglavnom o trošku Mehmeda Džemaluddina Čauševića. Do početka Prvog svjetskog rata arabicom je tiskano preko dvadeset raznih knjiga od kojih su mnoge uvedene kao udžbenici u mektebima, a kasnije i nekim medresama. Kasnije će arabicom biti tiskani i listovi Muallim i Misbah.
Međutim u Bosni i Hercegovini je bilo dosta protivnika ovog Čauševićevog poduhvata. Ovo njegovo pismo nazivano je ne arabicom, nego matufovicom (ماتۆفۉواىڄا) (od arapske riječi "matuh", što znači osoba koja je počela zaboravljati). Poruka njegovih protivnika je bila nedvosmislena: Čaušević ovim pismom islam tumači samo onim koji su "senilni".

### Reforma školstva
Reformom arabice, Čaušević je zapravo htio reformirati školstvo. Da ga u tome nije spriječio Prvi svjetski rat, on bi brže i lakše proveo zamišljene reforme. Pored teškoća na koje je nailazio, on postepeno provodi do kraja reformu mekteba, kasnije i medresa, te osniva Okružnu medresu u Sarajevu. Njegovim nastojanjem osniva se i posebna gimnazija za muslimane (Šerijatska gimnazija) iz koje bi svršenici prelazili u Šerijatsku sudačku školu, koja je trebala biti podignuta na rang fakulteta. Njegova je zasluga i za održavanje Druge vjersko-prosvjetne ankete (1920. i 1921) na kojoj su se našli programi za mektebe i medrese, osnovne i srednje škole, kao i dati okvirni planovi za izradu udžbenika za vjeronauk u osnovnim i srednjim školama.
Bio je poznat i po tome što je u svoje govore unosio svoje liberalne i reformatorske poglede na islamsku tradiciju. Pokrenuo je uvođenje latinice i ćirilice u vjerskoj štampi, nastojao modernizirati prezentaciju islama samim vjernicima. Davao je podršku izučavanju predmeta matematike, fizike, kemije i biologije, koje su neki vjernici u to vrijeme nazivali "nevjerničkim predmetima".  Bio je veliki pobornik prosvjete bošnjačkog naroda, zaslužni promicatelj tolerancije, ravnopravnog položaja ženskog bića u ljudskom društvu, prvenstveno putem njihovog odgoja i obrazovanja te sudjelovanja u javnom životu.

### Ženska prava
Čaušević je, na prvom mjestu, ovakvim razmišljanjem htio ohrabriti muslimansku žensku populaciju u Bosni i Hercegovini na javno školovanje. U vrijeme Austro-Ugarske, a naročito u vrijeme Kraljevine Jugoslavije, otvarale su se moderne škole u koje se na školovanje opredjeljivao relativno mali broj muslimanki, zbog zaziranja od takvih škola i zbog straha od mogućeg "gubljenja obraza". Najveći dio Bošnjakinja toga vremena, zbog toga što su poštovale običaj pokrivanja lica, ostajale su kod kuće i najčešće nisu nikada ovladavale ni latinicom ili ćirilicom, niti su ponijele jednu od diploma tih škola.
Čauševićeva borba u ovom pogledu ide dvosmjerno. On se zalaže za osnivanje takvih škola gdje će biti sačuvan i zaštićen ljudski integritet svake, pa i muslimanki. Govorio je: "Više volim vidjeti muslimansku djevojku bez feredže koja pošteno zarađuje za život, nego djevojku koja obdan hoda po ulicama s feredžom na licu, a večer provodi u kafani". Smatrao je veoma važnim da djeca imaju obrazovane roditelje, te je u tom smislu posebno isticao važnost obrazovanja muslimanki: "Kazao sam da je dužnost svim muslimanima da prošire nauku, kako za muške tako i za svoje ženske. Tumačio sam poteškoće kada je riječ o pregledavanju muslimanskog ženskinja kod liječnika (muškarca), pa sam naglasio da trebamo muslimanke i kao doktorice i da je to farzi – kifaje", govorio je Čaušević.
Za njega muslimanke nisu bile dužne pokrivati svoja lica. Za primjer je uzimao Istanbul, gdje su se otvarale najviše ženske škole, gdje su sve nastavnice bile muslimanke, ali su hodale otvorena lica. Navodio je primjer Egipta, gdje žene rade u polju otkrivena lica. Čaušević se borio protiv svođenja ženskog društvenog života na kućaniću, želio ih je ohrabriti na javno školovanje. Njegova preporuka upućena muškarcima je bila da, umjesto fesa, nose šešir. Objelodanjujući svoje stavove i mišljenja o svim ovim pitanjima izazvao je buru prosvjeda – držali su se govori protiv njega i pisali pamfleti, a Islamsko vijeće u Sarajevu objavilo je svoj službeni stav u kojem je osudilo njegove poglede. Čaušević nije ostajao dužan, pa ih je optuživao da raspravljaju o šeširu, gaćama i palengaćama, o feredžama, pa tako sebe i njega opterećavaju nepotrebnim temama.

## Prosvjetiteljski rad

### Novinarstvo
Kao student u Istanbulu, Čaušević je počeo pisati u mnogim tadašnjim listovima. Osobito mu je uspješna suradnja bila u listovima Tercünam-i hakitat, Tasvir-i efkâr, a u rodnoj Bosni i Hercegovini u tom periodu je uređivao listove Behar (1906-1907), Tarik i Mekteb. Kao dopisnik listova Tercünam-i hakitat i Tasvir-i efkâr proputovao je Arabiju, Jemen i Egipat. Iz tih zemalja je slao vrlo zapažene tekstove o stanju i prilikama tamošnjih stanovnika. Tom prilikom je obavio i hadž. U Egiptu je boravio preko tri mjeseca. Kada se vratio u Bosnu, bio je suradnik u novinama Biser (1918), Sarajevski list (1918), Gajret (1925), Novi behar (1927–37), Jugoslavenski list (1929), Islamski svijet (1933–35) i Narodna uzdanica (1933–37). Menakibe, svoja sjećanja i doživljaje iz života bosanskohercegovačkih muslimana, objavio je u listu Tarik, a surađivao je i u Muallimu (1910–12). Pored ovih listova, Čaušević je objavljivao tekstove i u drugim listovima, kao što su: Mekteb,  Behar, Misbah, Pravda, Hurrijjet, Rad i Merhamet, .  
Tokom života napisao je 59 novinskih tekstova, a služio se pseudonimima i šiframa kao što su: Dedin prijatelj, Mehmed Džemaluddin, Džemaludin, M. Dž.

### Prijevod Kurana
Nakon što se povukao s dužnosti reis-ul-uleme 1930. godine, u mirovni Čaušević s hfz. Muhamedom Pandžom započinje raditi na prvom prijevodu Kurana na hrvatski jezik, čiji prijevod 1937. godine objelodanjuje u Sarajevu sa sadržanim Uvodom, Tumačenjem i Bilješkama. Međutim, prijevod Kurana konzervativna islamska ulema nije dočekala s oduševljenjem. Naime, središnju ulogu u kritičkim napadima na prijevod Čauševića i Pandže imao je Muhamed ef. Pašić. Novine El-Hidaje su 1937. i početkom 1938. godine objavile tekstove u kojima se ogleda srž Pašićeve kritike. U tekstovima, Pašić upozorava čitaoce da Čauševićev prijevod nije baziran na tradicionalnim izvorima, te optužuje prevoditelje za kidanje islamskog jedinstva. On tvrdi da je prijevod Kurana obojen derviškim simbolizmom, za šta Čaušević i Pandža u svoju obranu navode da je nužno kuranski tekst u različitim vremenima različito razumijevati. Polemika koja se izrodila između uleme i prevoditelja Kurana se okončala bez značajnih rezultata u oblasti prevođenja Kurana na hrvatski jezik. Ipak, ona je ostala kao svjedok žestokih otpora prevođenju Kurana s arapskog jezika na bilo koji drugi jezik.

## Smrt
Nekoliko mjeseci nakon objavljivanja prijevoda Kurana na hrvatski jezik, Mehmed Džemaluddin Čaušević umro je Državnoj bolnici u Sarajevu 28. ožujka 1938. po derviškom običaju izgovarajući vlastito Božije ime Alah na posljednjim izdisajima. Iako već godinama nije bio reis, bosanskim naseljima je odjekivala rečenica „Preselio je reis Čaušević“.  Dženaza ovom velikom alimu, reformatoru i borcu bila je do tada nezapamćena po brojnosti onih koji su željeli da mu tim posljednjim zemaljskim činom odaju priznanje. Dženazu je klanjao hfz. Esad ef. Sabrihafizović, imam Gazi Husrev-begove džamije. Ukopan je u haremu Gazi Husrev-begove džamije u sarajevske na desnoj strani od minareta, između mezara Mehmed-bega Mutevelića i Mustaj-bega Fadilpašića.
Ostao je upamćen kao komunikativan, susretljiv i uglađen, ali istovremeno energičan i hrabar čovjek. Za svoje stavove se borio argumentima, riječju i autoritetom. Ni po dužnosti ni po opredjeljenju nije pripadao krugu bošnjačke političke elite tog vremena, niti je bio član ijedne bošnjačke političke opcije. 

### Spomen
Bilo je mnogo onih koji su podržavali Čauševića. Mostarski list Biser, izdanje od 1. prosinca 1913. godine, donosi na svojoj naslovnoj stranici, jednu pjesmu pohvalnicu pod naslovom Našem novom Reisu.
| Našem novom Reisu Čeko te je narod ko ozebo sunca, Da mu vidaš boli i stoljetne rane, Misleć da će s tobom danak da mu grane Sa života našeg najvišeg vrhunca. I ti si nam došo, dragom Bogu hvala, Sudbinom Islama da upravljaš sada; Ja vjerujem da će reiska ti vlada Biti pravi izraz naših ideala. Ti tek napred hrli, a narod te cio Uvjeren u jakost tvog velikog duha - Na tvom putu prati, naš Džemale mio! Reistvom je tvojim pobjedila pravda – Nek pred tvojim umom u prašinu pada Klika što se hrani korom tuđeg kruha! |

Riječi klika što se hrani korom tuđeg kruha odnose se na muslimanske intelektualce koji su se sasvim priklonili Austro-Ugarskoj i koji nisu vodili računa o Bošnjacima i njihovim interesima. Čaušević je mnogo puta polemizirao s ovim intelektualcima, otuđenim od svoga naroda.
Danas su imenom Mehmeda Džemaluddina Čauševića nazvane ulice u mnogim bosanskohercegovačkim gradovima i mjestima. U Cazinu je njegovim imenom nazvana medresa, a u Sarajevu osnovna škola. Ivan Meštrović mu je napravi spomen-poprsje, koja se danas čuva u Bošnjačkom institutu u Sarajevu. U Čauševićevom rodnom mjestu Arapuša 2011. je osnovana Udruga "Reis Mehmed Džemaluddin ef. Čaušević" koja čuva od zaborava lik i djelo ovog reis-ul-uleme. Godinu dana kasnije (2012.), ista udruga je započela izgradnju "Spomen-kuće Reis Mehmed Džemaluddin ef. Čaušević", koju je u konačnici 2018. godine i otvorila za javnost, a sve u cilju da se na što prikladniji način predstavi život i djelo reis-ul-uleme Mehmeda Džemaluddina Čauševića od njegovog rođenja pa do kraja života. Svakog kolovoza od 2011. godine u Arapuši se održavaju "Susreti hadžija", a 2018. godine održavaju se i "Dani reisa Čauševića". Cilj ovih manifestacija koje se održavaju ispred spomen-kuće Čauševića je iskazivanje poštovanja za sve što je ovaj čovjek uradio za bošnjački narod, te prenošenje mlađoj generaciji znanja o vrijednostima i djelima jednog od najvećih islamskih reformatora 20. stoljeća u Bosni i Hercegovini. Nadnevak obilježavanja ovih manifestacija Bosanska Krupa uvrstila je u registar, kao jedan od bitnijih datuma i sjećanja na lik i djelo Mehmeda Džemaluddina Čauševića.

## Obitelj
Mehmed Džemaluddin ef. Čaušević se 29. siječnja 1916. godine vjenčao s Hatidžom Pandža, sestrom hfz. Muhameda Pandže. Vjenčao se pred kotarskim šerijatskim sudom u Sarajevu. Iz tog braka je imao sedmero djece, i to: Šefiku (1916.), Muhamed-Halida (1919.), Ali Kemala (1921.), Halidu (1924.), Nedžiju (1925.) i Ašidu (1928.). Sedmo dijete mu je rođeno u siječnju 1930., ali umrlo je iste godine u svibnju. Supruga Hatidža, koja je rođena 1898. godine umrla je 1974. godine u Sarajevu.  

## Priznanja
- Carski dekret cara i kralja Franje Josipa I. (1914)
- Medždija od sultana Mehmeda V. (1915)
- Orden Svetog Save u ime kralja Petra I. Karađorđevića
- Priznanje "Narodna uzdanica" (1938)
- Diploma "Gajreta" pod pokroviteljstvom kralja Petra II. Karađorđevića (1938)

## Djela

### Autor
- Kratak tarih islama za treći razred mektebi ibtidaija u Bosni i Hercegovini (Sarajevo, 1909)
- Dedini menakibi (Mostar, 1914)
- Tedžvid za drugi i treći razred mektebi ibtidaija (Sarajevo, 1916)
- Drugi ilmihal za drugi razred mektebi ibtidaija (Sarajevo, 1922)
- Prvi ilmihal za prvi razred mektebi ibtidaija (Sarajevo, 1928)
- Vjera (Sarajevo, 1928)
- Vazovi i nasihati (Sarajevo, ?)
- Kratki tarih islam za treći razred mektebi ibtidaija (Sarajevo, ?)
- Islamski velikani: knjiga za muslimansku mladež
- Džemaludin Čaušević: (1870-1938) (Zagreb, 1995)
- Islamska misao (Sarajevo, 1998)
- Islamska misao H. Mehmeda Džemaludina Čauševića: izbor radova (Sarajevo, 1998)

### Prijevodi
- Mevlud (Sarajevo, 1909)
- Risāle-i Bergivi
- Kuran Časni: prijevod i tumač (Sarajevo, 1937)

### Urednik
- Mekteb-salnama za muslimansku godinu 1325. (1907.) (Sarajevo, 1907)
- Mekteb-salnama za muslimansku godinu 1326 (1908) (Sarajevo, 1908)

### O Čauševiću
- Predstavka prosvjetnog i potpornog društva "Spasa" presvijetlom gospodinu Džem. ef. Čaušević, reis-ul-ulemi, prigodom posjete u Banjoj Luci, 1919. (Banja Luka, 1919.) – Šaćir Dedić
- Istaknuti Bošnjaci (Zagreb, 1994) – Mahmud Traljić
- Reis Džemaludin Čaušević prosvjetitelj i reformator (Sarajevo, 2002) – Enes Karić, Mujo Demirović
- Mehmed Džemaludin Čaušević (Sarajevo, 2008) – Enes Karić
- Mehmed Džemaluddin ef. Čaušević: 1870. – 1938. (Bosanska Krupa, 2018) – Fikret Midžić
- Reis Džemaludin ef. Čaušević: (1870 - 2020) (Bihać, 2021) – zbornik radova

## Vanjske poveznice

### Sestrinski projekti
|  | Zajednički poslužitelj ima još gradiva o temi Mehmed Džemaluddin Čaušević |
|  | Wikicitati imaju zbirke citata o temi Mehmed Džemaluddin Čaušević         |

### Mrežna mjesta
- Reis Džemaluddin Čaušević (1870-1938) – reformator svoga vremena  Arhivirana inačica izvorne stranice od 23. listopada 2019. (Wayback Machine)